# Check24
Die Check24 GmbH (Eigenschreibweise CHECK24) ist eine 1999 gegründete Unternehmensgruppe mit Sitz in München. Seit 2008 betreibt sie ein umfangreiches Preisvergleichsportal. Das Unternehmen bietet Vergleichsdienste in verschiedenen Bereichen an. Dazu gehören Versicherungen und Finanzen sowie Energievergleiche für Strom und Gas. Ein großer Teil des Unternehmens befasst sich mit dem Vergleich von Reisen und Reiseartikeln, wie Mietwagen, Flügen, Ferienwohnungen und vielem mehr. Im Bereich Telekommunikation können Verbraucher Mobilfunk- und Internettarife vergleichen.
Check24 bietet als Online-Vergleichsportal unter anderem Reise- und Mobilitätsdienstleistungen an, darunter Pauschalreisen, Hotels, Flüge, Ferienwohnungen, Kreuzfahrten, Wohnmobile und Mietwagen. In unabhängigen Tests wurden der Reise- und Hotelbereich des Portals wiederholt bewertet und ausgezeichnet, unter anderem von der Stiftung Warentest sowie dem Deutschen Institut für Service-Qualität (DISQ) in Zusammenarbeit mit N-tv.
Auch im Bereich Shopping ist das Unternehmen aktiv und bietet Preisvergleiche für Möbel. Ebenso bietet Check24 Vergleiche für Autoreifen, Motorradreifen, Autofelgen und Autowerkstätten.
Ergänzend dazu bietet das Unternehmen Vergleiche zu Handwerk, Dienstleistungen und Steuererklärung.
Die C24 Bank ist eine Online-Bank der Check24-Gruppe.
Check24 agiert dabei sowohl als Makler als auch als Versicherungsvertreter.

## Geschichte

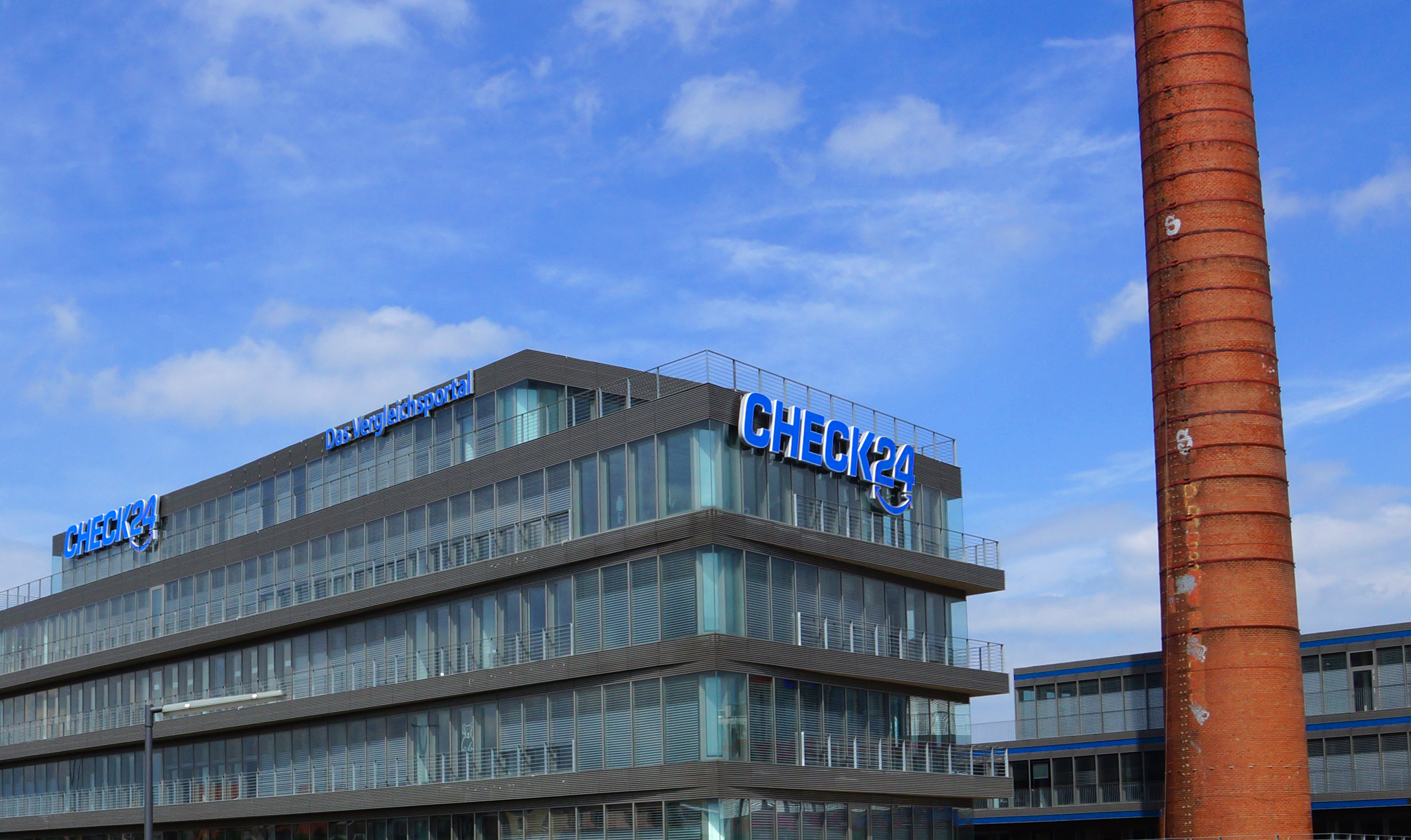
Check24-Zentrale München

Im August 1999 gründeten Henrich Blase und Eckhard Juls mit 20 Mitarbeitern die einsurance Agency AG und gingen im Oktober desselben Jahres mit ihrem Vergleichsportal für Kfz-Versicherungen online. Im Oktober 2008 ging Check24 als Zusammenschluss des Versicherungsvergleichsportals einsurance.de, des Finanz- und Kreditvergleichsportals moneyworld.de sowie des Strom- und Gasvergleichsportals tarifvergleich.de online.
Danach wurden über 50 weitere GmbHs mit „Check24“ im Titel allein beim Handelsregister München angemeldet, weitere bei anderen Registergerichten. Es handelt sich dabei durchweg um hundertprozentige Tochtergesellschaften der Holdinggesellschaft Check24 GmbH, vormals Check24 Vergleichsportal GmbH.
Im Jahr 2004 betrug der Umsatz der Gruppe zwei Mio. Euro und im Geschäftsjahr 2011/12 115 Mio. Euro. 2010 war Check24 Marktführer beim Vergleich von Autoversicherungen. 2010 vermittelte das Unternehmen 450.000, 2013 750.000 und 2014 rund 908.000 sowie 2015 1,05 Mio. Kfz-Versicherungsverträge pro Jahr. Trotzdem werden bislang nur 13,5 Prozent des Neugeschäfts im Bereich Sachversicherungen, z. B. Kfz-Versicherungen, über Direktvertriebe inklusive Vergleichsportale abgewickelt.
2011 wurde der Konkurrenzkampf des Unternehmens mit Transparo von der Presse thematisiert. Hierbei soll es zu einem juristischen Schlagabtausch gekommen sein. Der größte deutsche Autoversicherer, HUK-Coburg, war von 2011 bis 2014 auf seinem eigenen Vergleichsportal Transparo gelistet, aber nicht auf Check24.
Neben dem Stammsitz München unterhält das Unternehmen auch Standorte in Hamburg, Dresden, Leipzig, Köln, Augsburg, Freiburg, Frankfurt am Main, Berlin, Münster, Essen, Düsseldorf, Hannover, Dortmund, Halle, Magdeburg, Mainz, Chemnitz und Bremen.

## Unternehmen
Die Check24 GmbH gehört zu 90 Prozent dem Management und zu 10 Prozent einem US-Investor. Das Unternehmen finanziert sich über Provisionen aus den vermittelten Geschäften. Für den Endverbraucher ist die Nutzung kostenfrei, die Höhe seiner Provisionen will Check24 nicht offenlegen. Laut Branchenschätzungen vermittelt Check24 pro Jahr Produkte (u. a. Versicherungen, Reisen, Stromverträge) im Wert von ca. 20 Mrd. Euro. Damit machte das Vergleichsportal im Geschäftsjahr 2015/16 knapp 500 Mio. Euro Umsatz.
Check24 investierte über die hundertprozentige Tochter Check24 Ventures GmbH 60 Mio. Euro Kapital in Start-up-Unternehmen. Diese können je nach Bedarf bis zu 10 Mio. Euro Kapital erhalten. Der Fokus des Risikokapitals liegt auf Early-Stage- und Growth-Investments.
Mit der C24 Bank gehört eine Mitte 2020 gegründete Onlinebank zur Check24-Gruppe. Zu Beginn des Jahres 2023 soll die BaFin das Geldinstitut gerügt haben: „Die C24 Bank müsse eine ordnungsgemäße Geschäftsorganisation sicherstellen und zusätzliche Eigenmittelanforderungen erfüllen.“ Am 1. Oktober 2024 gab die BaFin bekannt, dass sie gegenüber der C24 Bank GmbH eine Strafe von 1.250.000 Euro festgesetzt hat, weil sie in der Zeit von März 2021 bis Juni 2023 systematisch Geldwäscheverdachtsmeldungen verspätet abgegeben hat. Diese ist inzwischen bestandskräftig.

## Werbung und Marketing
Von der Saison 2016/2017 der Fußball-Bundesliga bis 2020/2021 war Check24 Hauptsponsor der ARD-Sportschau. Zusätzlich trat das Vergleichsportal seit der Bundesligasaison 2017/18 bis 2020/2021 als Titelsponsor der Sport1-Talksendung „Doppelpass“ auf und engagierte sich als Gewinnspielsponsor der WM-Qualifikationsspiele 2018 der deutschen Fußballnationalmannschaft bei RTL sowie als Programmsponsor der ARD- und ZDF-Übertragung zur Fußball-WM 2018. Auch bei der zwölften Staffel von Ich bin ein Star – holt mich hier raus! war Check24 Programm-, Trailer- und Digitalsponsor.
Zur „Heim“-Europameisterschaft 2024 bot Check24 in Zusammenarbeit mit dem Sportartikelhersteller Puma allen Nutzern, die sich für das EM-Tippspiel angemeldet hatten, ein kostenloses Deutschland-Trikot an. Insgesamt wurden 5 Millionen Trikots versendet, gerechnet worden war jedoch eigentlich mit 1,5 Millionen Exemplaren, weshalb sich die Lieferzeit auf mehrere Wochen belief.

## Kritik
Der Bundesverband Deutscher Versicherungskaufleute (BVK) klagte gegen das Vergleichsportal Check24 und warf dem Portal unlauteren Wettbewerb vor. Der BVK kritisierte u. a. fehlende individuelle Befragung und Beratung seitens des Vergleichsportals. Das Landgericht München I folgte der Argumentation des BVK in seinem Urteil vom 13. Juli 2016 teilweise, so muss das Unternehmen künftig seine Kunden bei der Vermittlung von Versicherungsverträgen deutlich darüber informieren, dass es als Versicherungsmakler agiert und Provisionen erhält. Gerügt wurden zudem einzelne konkrete Verstöße des Unternehmens gegen seine Beratungspflichten. Allgemeinere Vorwürfe wegen angeblicher Verstöße gegen die Beratungspflichten hat das Gericht hingegen als zu unbestimmt abgewiesen. Im Berufungsverfahren am 6. April 2017 bestätigte das Oberlandesgericht München die Auffassung des Landgerichts. Das Unternehmen hat mittlerweile seine Erstinformation für Kunden überarbeitet, sodass seine Eigenschaft als Makler leichter erkennbar ist, und auch die Eingabemasken ergänzt, um seinen Beratungs- und Befragungspflichten in vollem Umfang nachzukommen.
Im Februar 2016 veröffentlichten die Verbraucherzentralen eine Studie des Projekts Marktwächter Digitale Welt. Darin kritisierten die Verbraucherschützer unter anderem, dass Kunden auf Vergleichsportalen wie Check24 nicht immer den günstigsten Preis finden würden. Wirtschaftswoche sowie Die Zeit kritisierten die Studie, weil die Verbraucherschützer auf Lockangebote der Anbieter hereingefallen seien und positive Aspekte von Vergleichsportalen unerwähnt blieben.
Der Bund der Versicherten e. V. bemängelte im Oktober 2018, dass Vergleichsportale wie Check24 suggerierten, „dass mit der Nutzung ein umfassender und neutraler Vergleich aller Versicherungsangebote und Tarife stattfindet“. Dem sei laut BDV jedoch nicht so, da nicht alle Anbieter berücksichtigt würden, sondern nur solche, mit denen Check24 eine Provisionsvereinbarung getroffen habe.
Christian Schnell bemängelte in einem Kommentar im Handelsblatt im November 2019 die Intransparenz bei der Bilanzierung der Gruppe, insbesondere durch eine verspätete Veröffentlichung von Abschlüssen (so wurde der Konzernabschluss per 31. März 2017 erst im Herbst 2019 veröffentlicht) und durch „mehrere Dutzend GmbH-Töchter, teils mit [...]nichtssagenden Namen“. Das Fazit des Kommentars lautete: „Vertrauensbildende Maßnahmen wären somit mindestens genauso nötig wie die schrillen TV-Werbespots.“
Das Bundesministerium der Finanzen beauftragte Check24 mit einer kostenfreien Webseite zum Vergleich von Girokonten nach der europäischen Zahlungskonten-Richtlinie. Nach der erforderlichen Zertifizierung durch den TÜV Saarland ging das Portal im August 2020 in Betrieb. Die Verbraucherzentrale klagte gegen Check24 und beanstandete vor allem die eingeschränkte Marktabdeckung des Kontovergleichs. Das Landgericht München I stellte fest, dass der Check24-Vergleich nicht einmal die Hälfte der Anbieter erfasste. Darüber hinaus waren mehr als 90 Prozent der berücksichtigten Banken nur mit einem einzigen Kontomodell vertreten. Im Januar 2021 schaltete Check24 den Kontovergleich wieder ab. Die Bundesanstalt für Finanzdienstleistungsaufsicht richtete zum 15. Januar 2025 eine staatliche Vergleichswebsite ein. In der Zwischenzeit bot Stiftung Warentest auf test.de den Girokonto-Vergleich an.